# Nadie sale con vida
Nadie sale con vida (título original No One Gets Out Alive, también conocida en español como Nadie saldrá vivo de aquí) es una película de terror, misterio y suspenso dirigida por Santiago Menghini y escrita por Fernanda Coppel y Jon Croker, basada en la novela del mismo nombre del autor inglés Adam Nevill, publicada originalmente en el 2014. Fue estrenada el 29 de septiembre de 2021 por Netflix.

## Argumento
Ámbar, una joven inmigrante mexicana ilegal, se muda a Cleveland después de la muerte de su madre. Se encuentra una pensión ruinosa dirigida por Red, quien reclama el primer mes de alquiler por adelantado. A partir de entonces empiezan a ocurrir cosas extrañas y Ámbar comienza a ver visiones tanto en la casa como fuera de ella. Una noche ve a un hombre que se autolesiona al dirigirse a la puerta, el cual más tarde se presenta como el hermano enfermo de Red, Becker. Un día Ámbar deja a una compañera del trabajo el resto de sus ahorros para obtener una falsificación de su pasaporte, lo que le permitirá continuar en su trabajo. Pero ella le traiciona, tomando el dinero y desapareciendo al día siguiente. Cuando pregunta a su jefe por la dirección de la compañera, queda despedida del trabajo.
Sin dinero o la posibilidad de recibir ayuda de Beto, un primo lejano de su madre, y sin querer regresar a la casa después de las visiones, Ámbar se ve obligada a llamar a Red. Se encuentran en un café cercano y Red promete reembolsar su depósito, pero solo si ella regresa a la casa, ya que él afirma que no tiene suficiente dinero en efectivo. Cuando regresan a la pensión, Ámbar se enfrenta a Red porque el dinero en efectivo no está en su habitación como se prometió. Becker aparece y obliga a Ámbar a entrar en su habitación, y ella se encierra dentro. Se le unen en la habitación otras dos mujeres rumanas que viven en la pensión.
Mientras Red y Becker preparan a las mujeres para que ser llevadas al sótano, Beto viene en busca de Ámbar, pero Becker lo mata. Mientras Becker lleva a una de las mujeres rumanas al piso de abajo, Red le dice a Ámbar que su padre era un arqueólogo que trajo una caja de piedra de uno de sus viajes. Algo en la caja inspiró al padre de Red, junto con su madre, Mary, a atrapar y asesinar mujeres (los fantasmas que Ámbar había visto por toda la casa). Al descubrir lo que habían hecho, Red quería irse, pero Becker quería quedarse. Algo acerca de sacrificar mujeres por la caja mejoró la salud de Becker. Becker regresa y lleva a Ámbar al sótano, donde ve a la otra chica decapitada. Ata a Ámbar a una mesa de piedra frente a un altar donde se encuentra la caja. Abre la caja y sale de la habitación, cerrando la puerta detrás de él. 
Ambar sufre una visión en la que revive la muerte de su madre, un trauma que la atormenta. Pero en vez de rendirse, acepta su dolor y, al hacerlo, rompe el ciclo de sumisión que la criatura usa para alimentarse. Esto debilita al ser, y Ambar logra matarlo.Ámbar escucha a Becker y Red preparando a la última chica para el sacrificio. Coge un arma antigua del estudio y sube las escaleras. Ella hiere a Red y es atacada por Becker. La otra mujer intenta ayudar pero es asesinada por él. Ambar luego mata a Becker con el arma. Escucha a Red arrastrando los pies en la habitación de al lado y logra bajarlo y atarlo a la mesa de piedra, donde el monstruo le muerde la cabeza, matándolo. Cuando sale de la casa, su pie, que había sido roto por Becker, de repente se cura, debido a que sacrificó a Red al monstruo. Al fondo, Red puede verse como un fantasma y Ámbar está implícitamente obligada a permanecer dentro de la casa y continuar con los sacrificios ya que no le queda nada más.

## Reparto
- Marc Menchaca como Red
- Cristina Rodlo como Ámbar
- Victoria Alcock como Mary
- David Figlioli como Becker
- David Barrera como Beto
- Joana Borja como Simona
- Alejandro Akara como Carlos
- Jose Palma como Inmigrante
- Mitchell Mullen como Rilles
- Vala Noren Como Freja
- Jeff Mirza como director de Motel
- Ioana Barbu como camarera
- Moronke Akinola como Kinsi
- Baba Oyejide como Cop
- Pepa Duarte como mujer inmigrante
- Cheherezade Okotaka Ebale como trabajadora
- Sonny Ciarlillo como peatón

## Recepción
En el sitio web agregador de reseñas Rotten Tomatoes, la película tiene un índice de aprobación del 65% basada en 17 revisiones, con un índice medio de 6/10.  Metacritic dio a la película una puntuación media de 43 sobre 100 basada en 5 críticas, indicando "revisiones mixtas o medias".